# 栢山沼

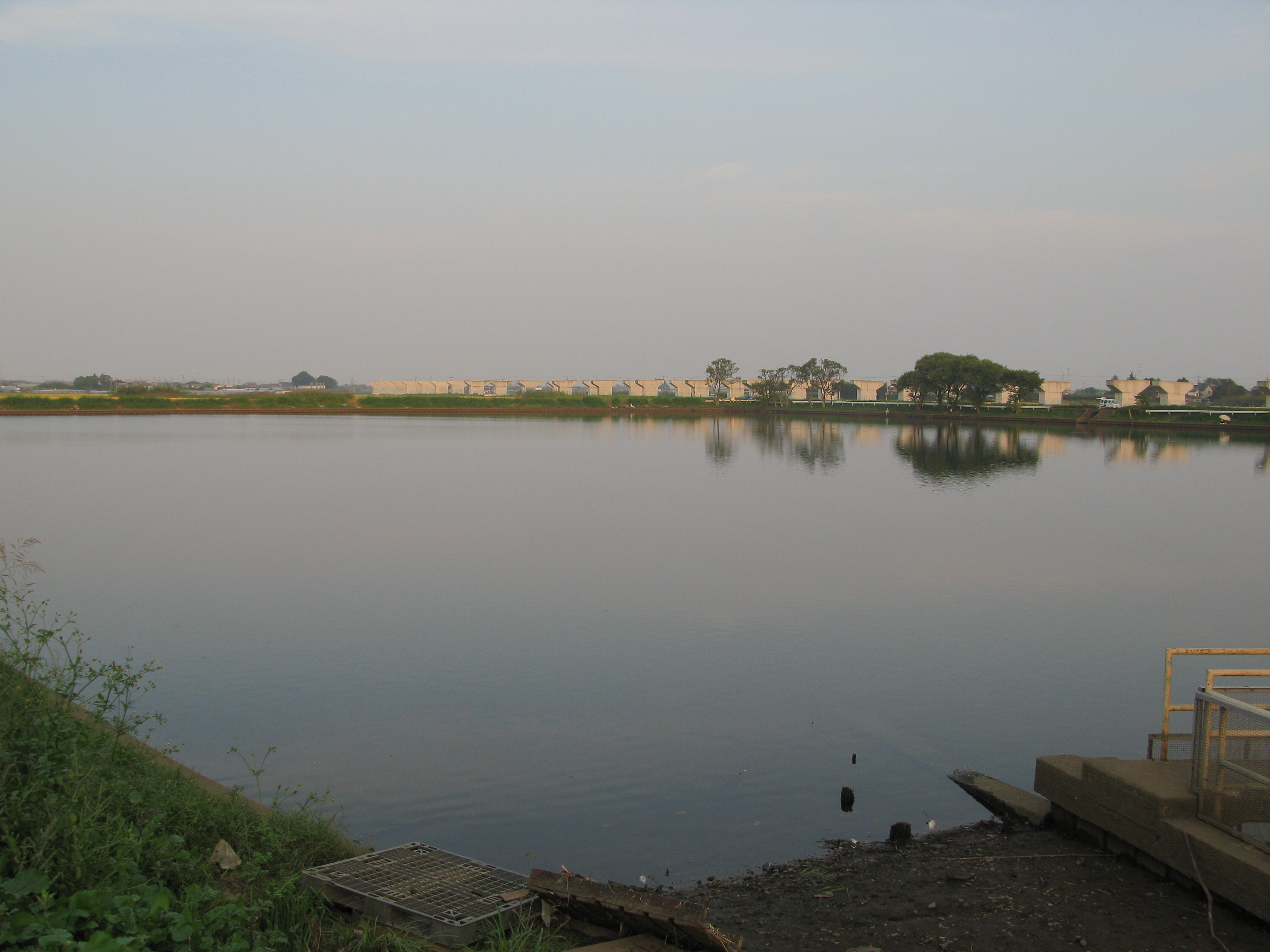
栢間沼（2011年10月）

栢山沼/栢間沼（かやまぬま）は、埼玉県久喜市にある沼である。

## 概要
栢間沼は農業用水のため池として利用されている。周囲には道路が整備されており、周回することができる。南側は首都圏中央連絡自動車道の通過点となっている。西方より流下してくる栢間堀川（中落堀）と南側にて接続している。栢間堀川（中落堀）は下流域において隼人堀川と名称を変える。
かつてこの沼は現在よりも広範な範囲を指す自然沼であった。この自然沼において新田開発をするため、井沢弥惣兵衛為永により1728年（享保13年）、栢間堀川（中落堀）が沼の排水のために開削された。栢間堀川（中落堀）が開削されると、この一帯は主に掘り上げ田（ホッツケ）として開発されていった。時代は下り、1915年（大正4年）4月に栢間村耕地整理が起工し、南埼玉郡小林村や南埼玉郡大山村と連携し、1917年（大正6年）3月に竣工した。事業により整理された耕地面積は約150町歩、費用は約8,800円であった。その後、1966年（昭和41年）7月に小林・栢間内水面特殊ほ場整備事業が竣工し、その結果として沼は現在のような姿となった。こうして今日の栢間沼の周囲は通常の水田となっている。また現在の栢間沼は栢間堀川（中落堀）の調節池としての機能も果たしている。
今日の栢間沼は久喜市の菖蒲町小林・菖蒲町柴山枝郷の2つの地区にまたがり所在している。